# Exning
Exning é uma vila localizada no condado de Suffolk, na região Leste da Inglaterra.
Exning tem a fama de ter sido o local de nascimento de Santa Eteldreda, a quem a catedral de Ely é dedicado, embora isto seja disputado.